# Gefecht bei Tauberbischofsheim
Dermbach/Rossdorf/Zella/Wiesenthal – Kissingen/Hammelburg – Laufach/Frohnhofen – Aschaffenburg – Hundheim – Tauberbischofsheim – Werbach – Helmstadt/Uettingen – Gerchsheim – Uettingen/Roßbrunn/Hettstadt
Das Gefecht bei Tauberbischofsheim fand während des Deutschen Krieges im Rahmen des Mainfeldzugs am 24. Juli 1866 zwischen Preußen und der deutschen Bundesarmee statt.

## Geschichte

### Ausgangssituation
Nach seinem Einmarsch in Frankfurt wurde der Befehlshaber der preußischen Mainarmee Vogel von Falckenstein abberufen und durch Edwin von Manteuffel ersetzt. Außerdem wurde die Armee auf 60.000 Mann verstärkt. Nach Überschreitung des Odenwalds kam es bis zum 24. Juli zu Gefechten mit badischen, hessischen und württembergischen Verbänden des VIII. Korps der Bundesarmee bei Hundheim, Werbach und Tauberbischofsheim.
Das aus vier Divisionen bestehende VIII. Bundeskorps unter dem Befehl von Alexander von Hessen-Darmstadt verteilte sich am Tag des Gefechts auf folgende Orte:
1. (württembergische) Division bei Tauberbischofsheim,
2. (badische) Division bei Werbach,
3. (großherzoglich hessische) Division bei Großrinderfeld und
4. (österreichisch-nassauische) Division bei Grünsfeld-Paimar.

### Gefecht

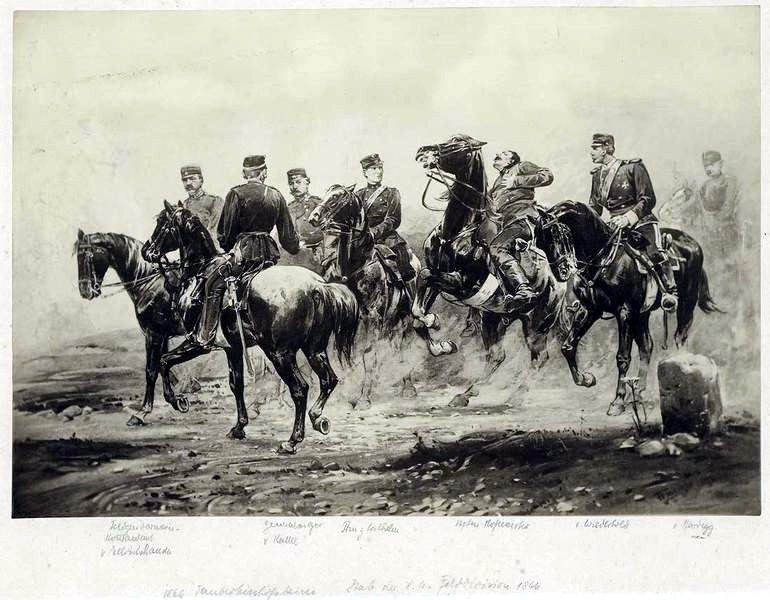
Stab der Kgl. Württ. Felddivision bei Tauberbischofsheim

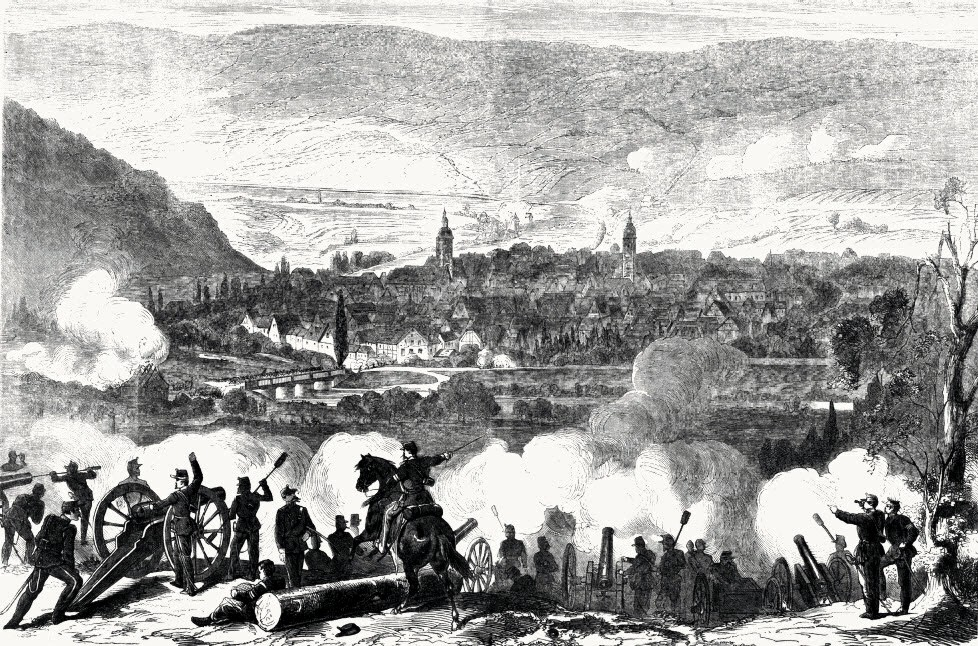
Württembergische Artillerie im Gefecht bei Tauberbischofsheim am 24. Juli 1866 am Ostufer der Tauber (nach einer Zeichnung von Friedrich Kaiser)

Beim eigentlichen Gefecht am 24. Juli 1866 (drei Wochen nach der kriegsentscheidenden Schlacht bei Königgrätz) in Tauberbischofsheim begegneten sich die preußische 13. Division unter Befehl von General von Goeben sowie die Württembergischen 1. Division unter dem Kommando von Generalleutnant Oskar von Hardegg und Generalmajor Eduard von Kallee als Chef des Generalstabs. Die Preußen konnten die Württemberger dank ihrer überlegenen Feuerkraft zurückdrängen. Die Gesamtverluste auf Seiten der Preußen wurden mit 126 beziffert, darunter 16 Tote, diejenigen des VIII. Bundeskorps mit 709, darunter 62 Gefallene.
Nach dem Gefecht wurde das VIII. Bundeskorps hinter die Tauber zurückgeworfen und vereinte sich mit den aus Würzburg heranrückenden bayerischen Truppen. In Würzburg wurde am 30. Juli 1866 ein Waffenstillstand vereinbart.
Ordre de Bataille des VIII. Bundes-Armee-Korps in zeitgenössischer Darstellung:

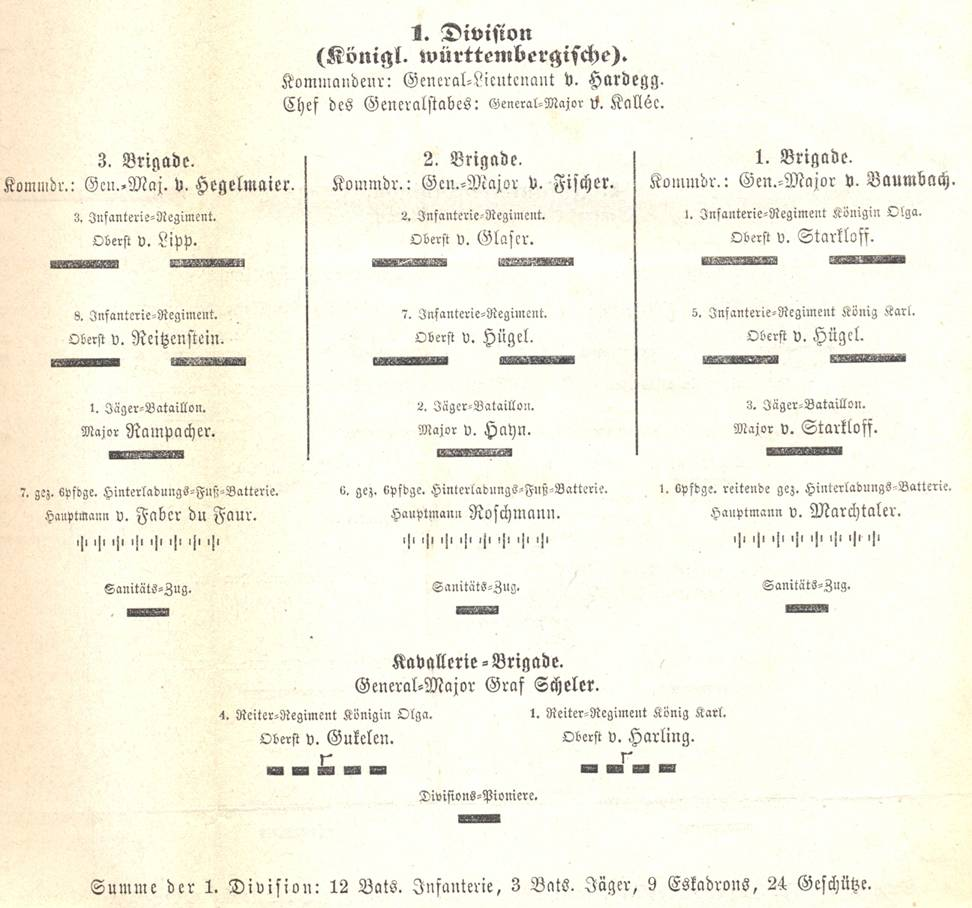
1. (württ.) Division im VIII. Bundes-Armee-Korps 1866
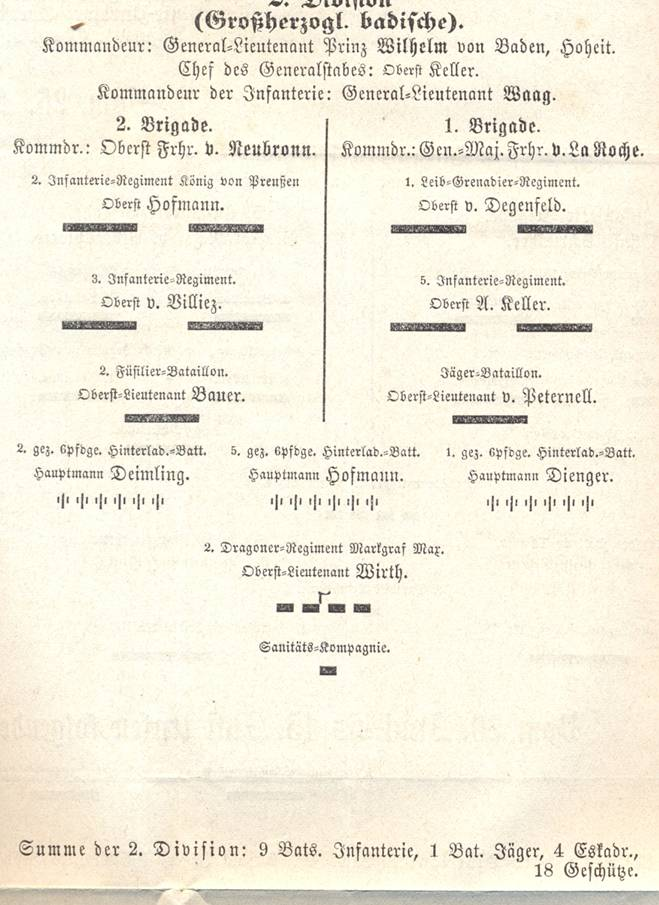
2. (bad.) Division im VIII. Bundes-Armee-Korps 1866
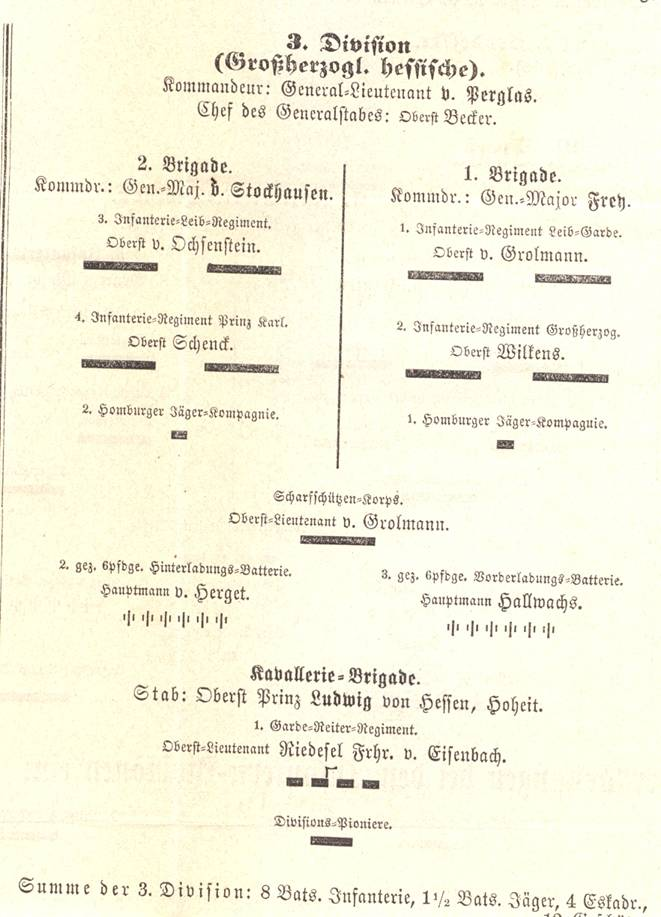
3. (hess.) Division im VIII. Bundes-Armee-Korps 1866
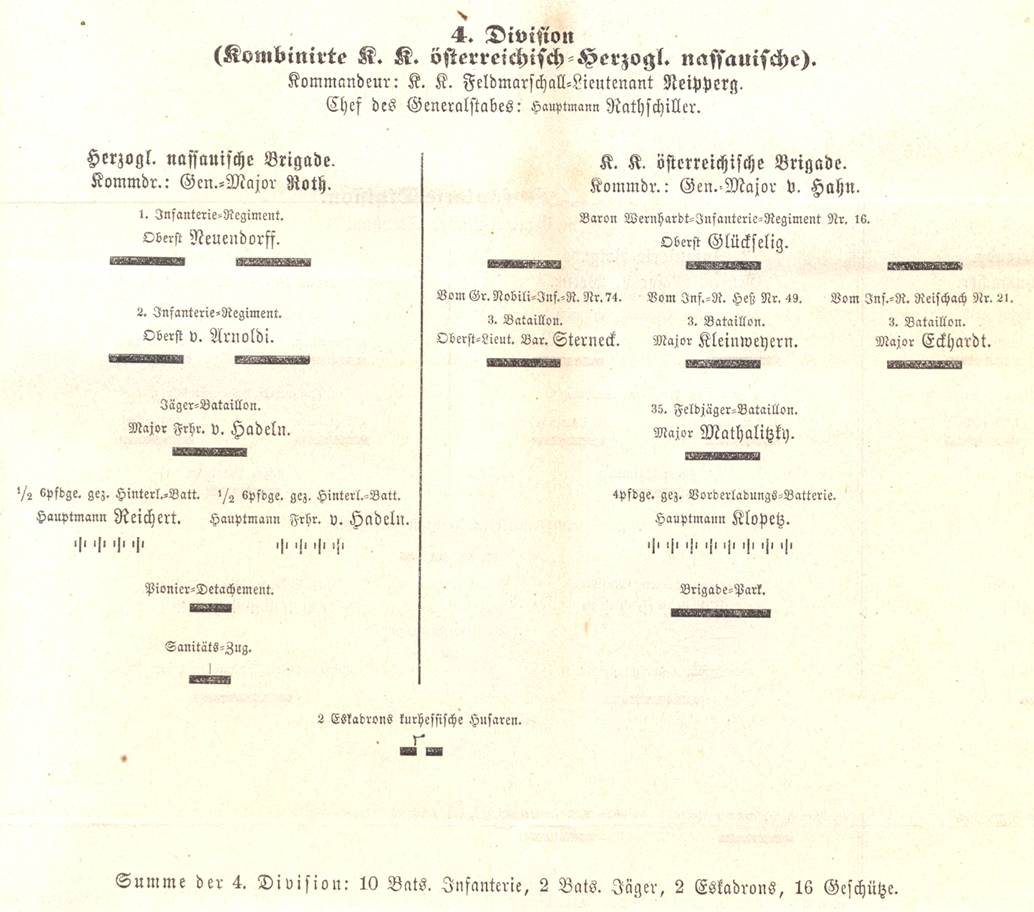
4. (kombinierte) Division im VIII. Bundes-Armee-Korps 1866
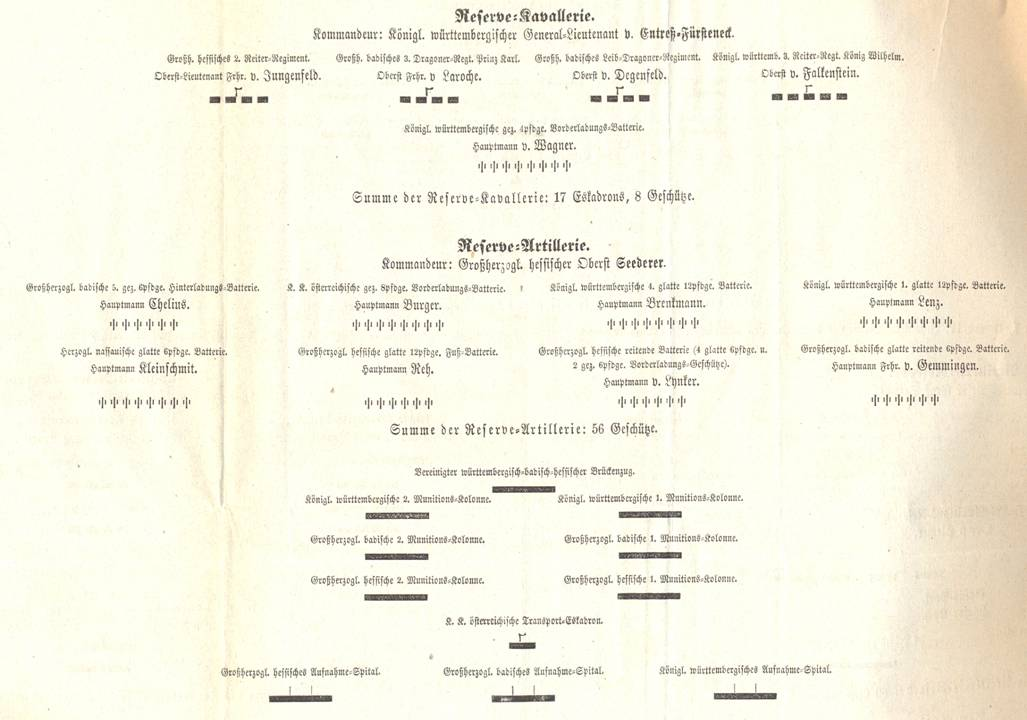
Reserve-Kavallerie und Reserve-Artillerie im VIII. Bundes-Armee-Korps 1866

Ordre de Bataille der preußischen Main-Armee in zeitgenössischer Darstellung:

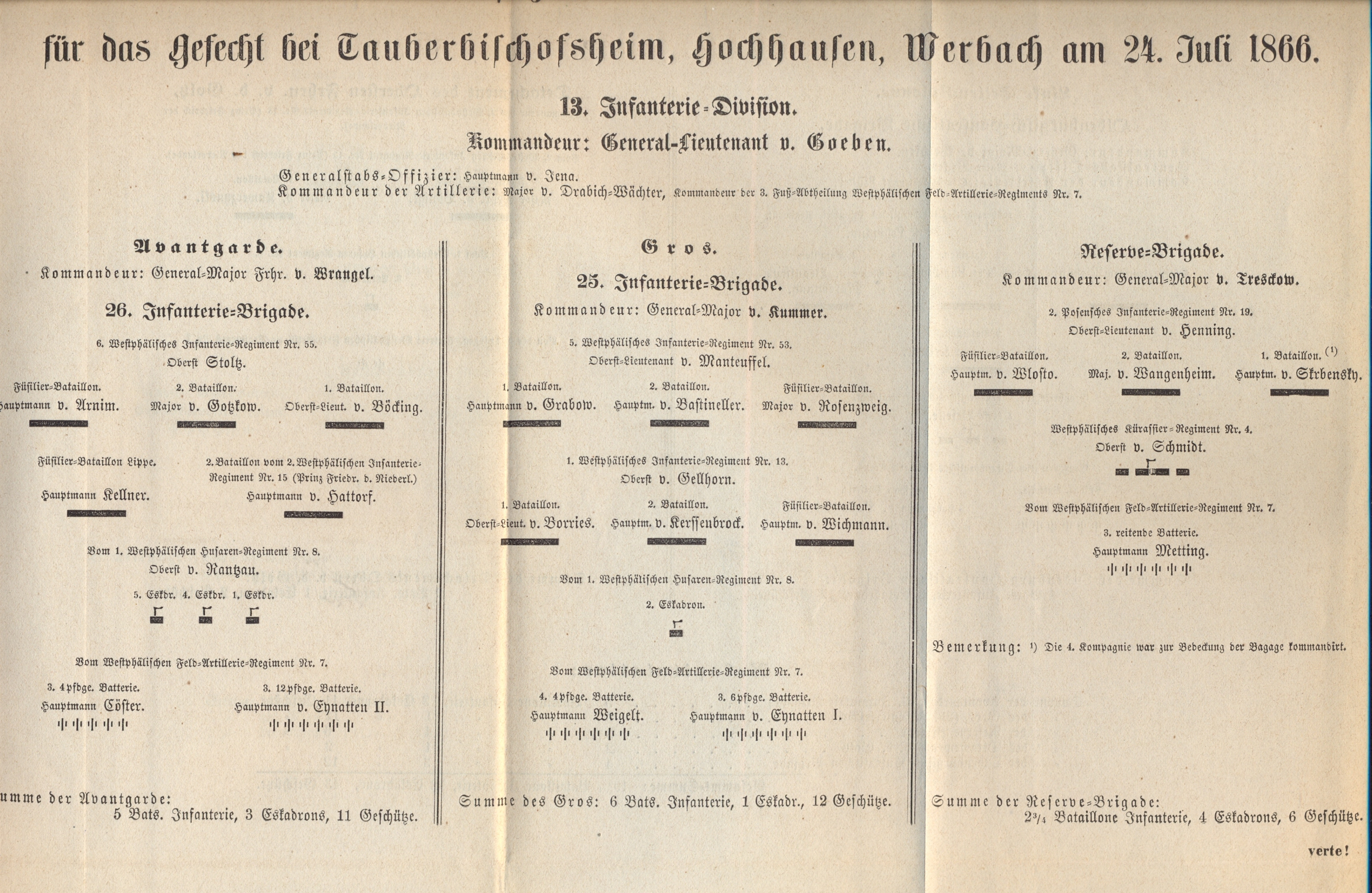
13. Inf.Div. am 27. Juli 1866
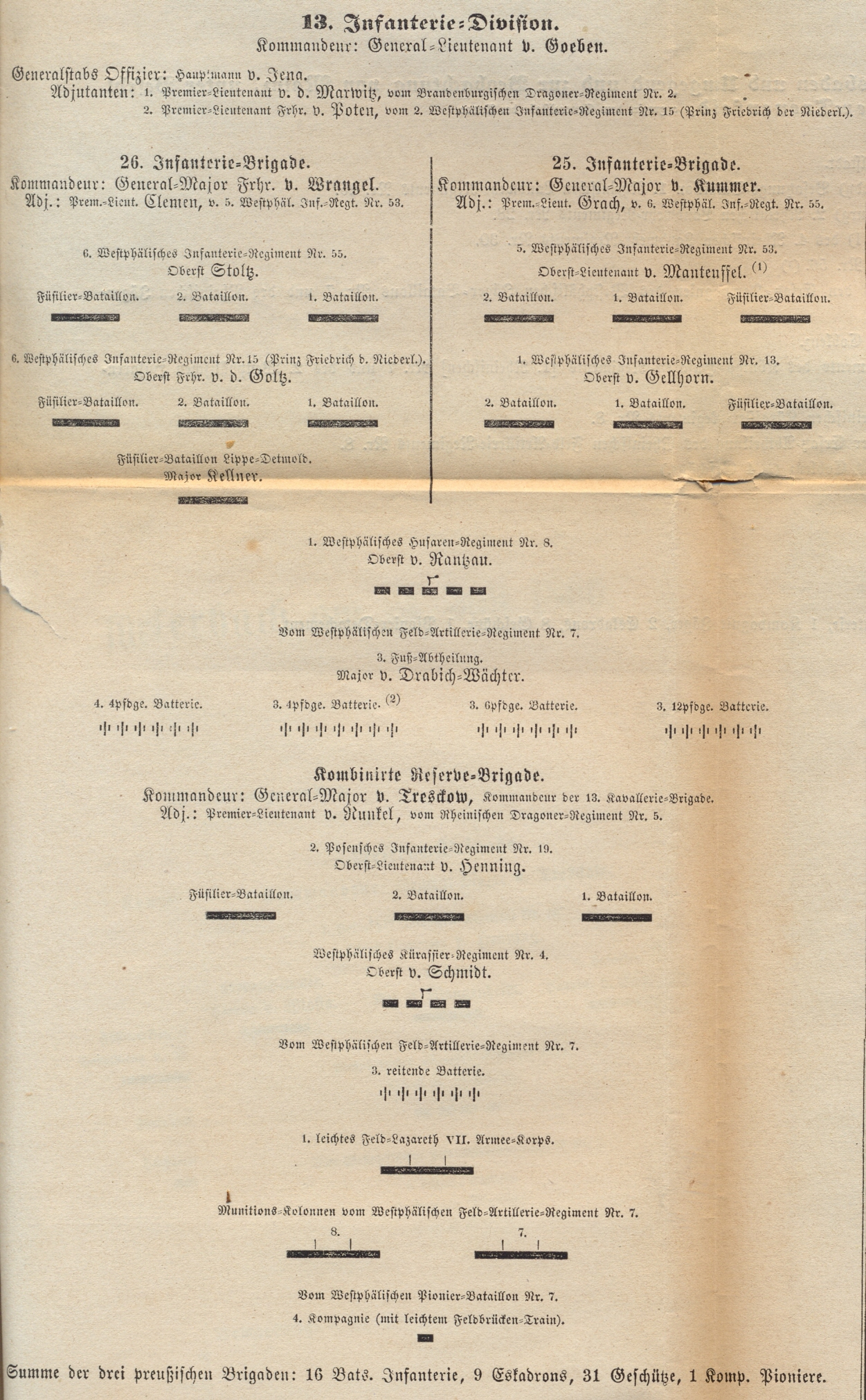
13. Inf.Div. in der preußischen Main-Armee 1866
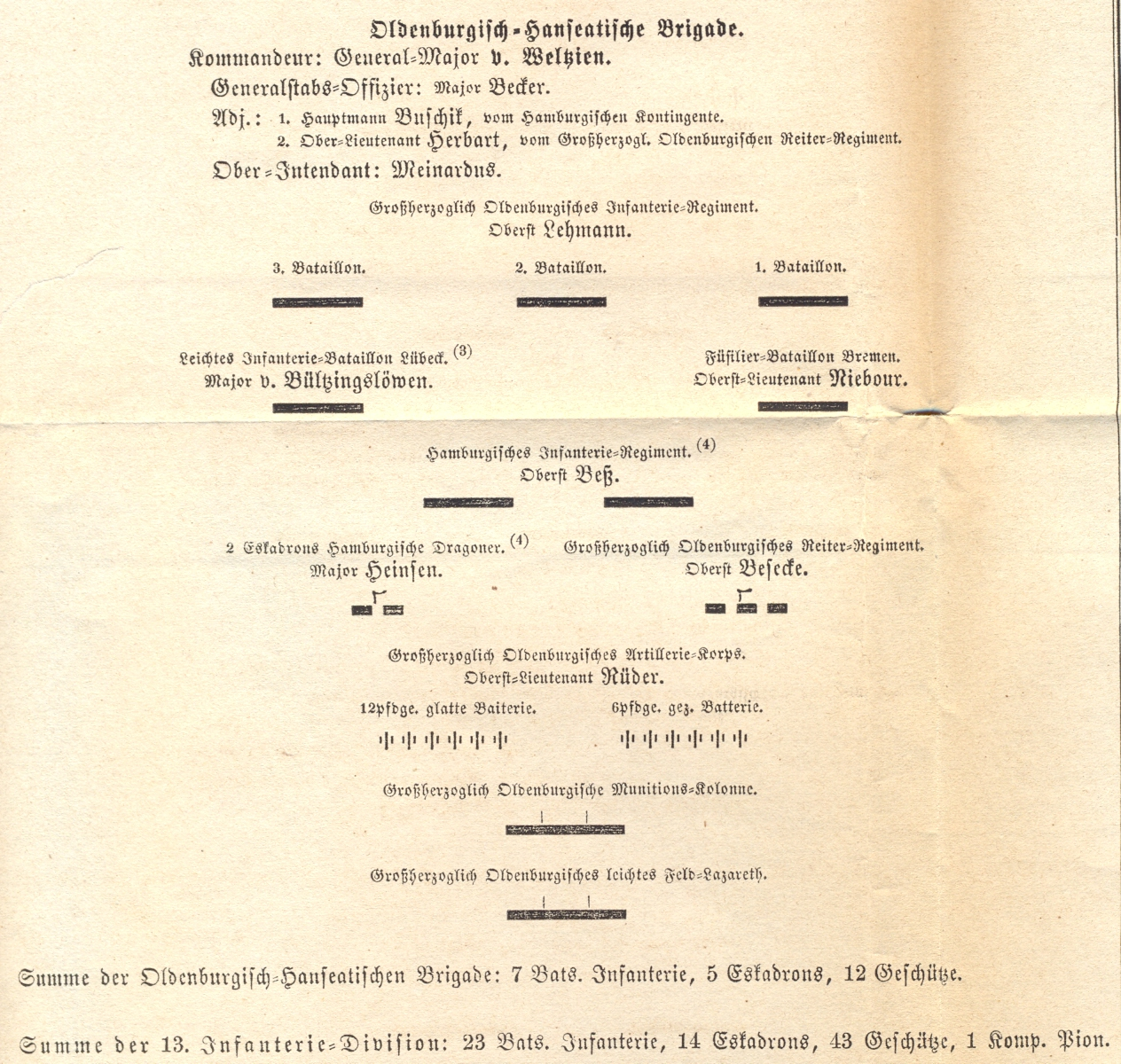
Old.-Hans. Brig Weltzien in der 13. Inf.Div. der preußischen Main-Armee 1866
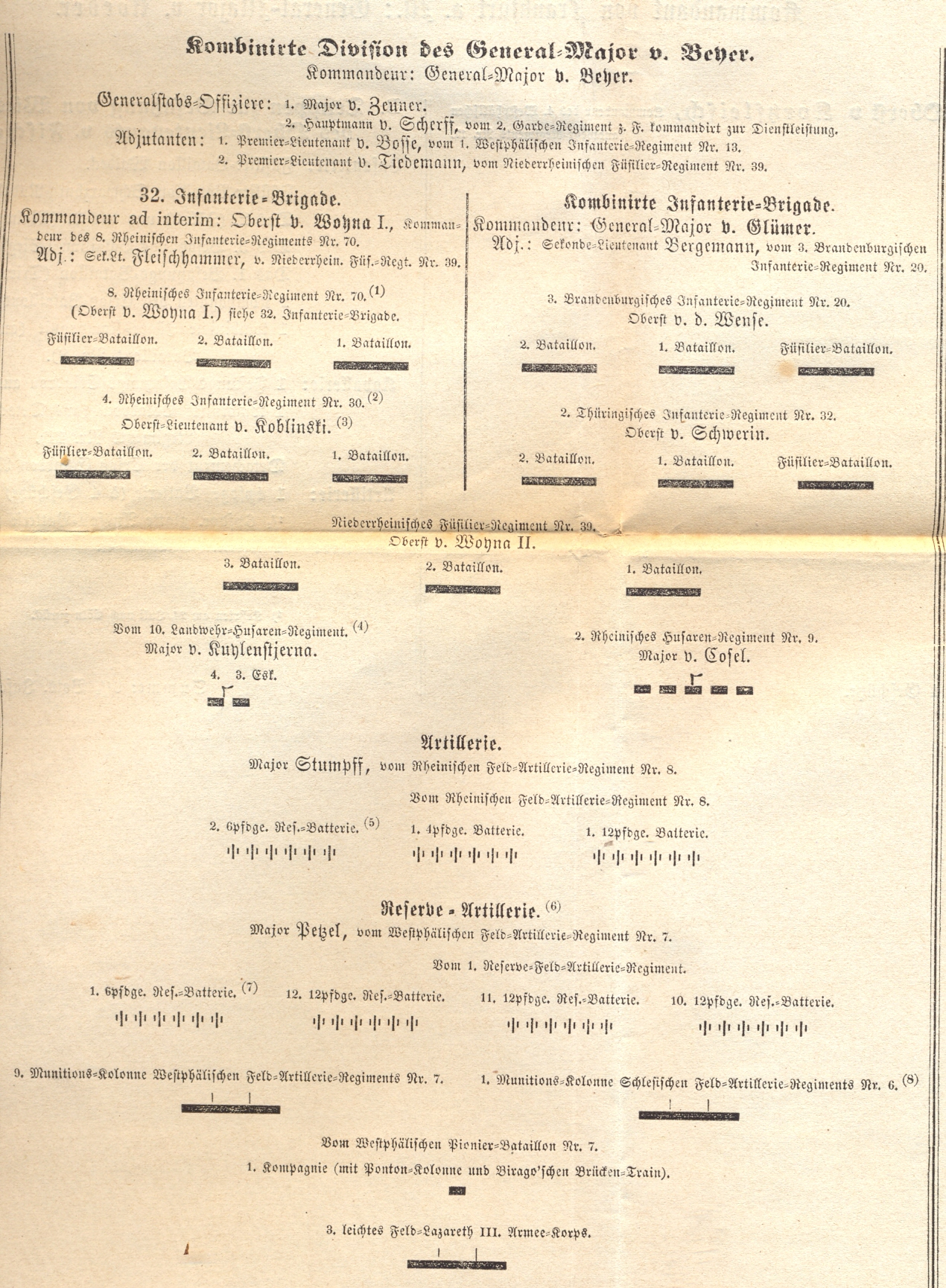
Komb.Div. Beyer in der preußischen Main-Armee 1866
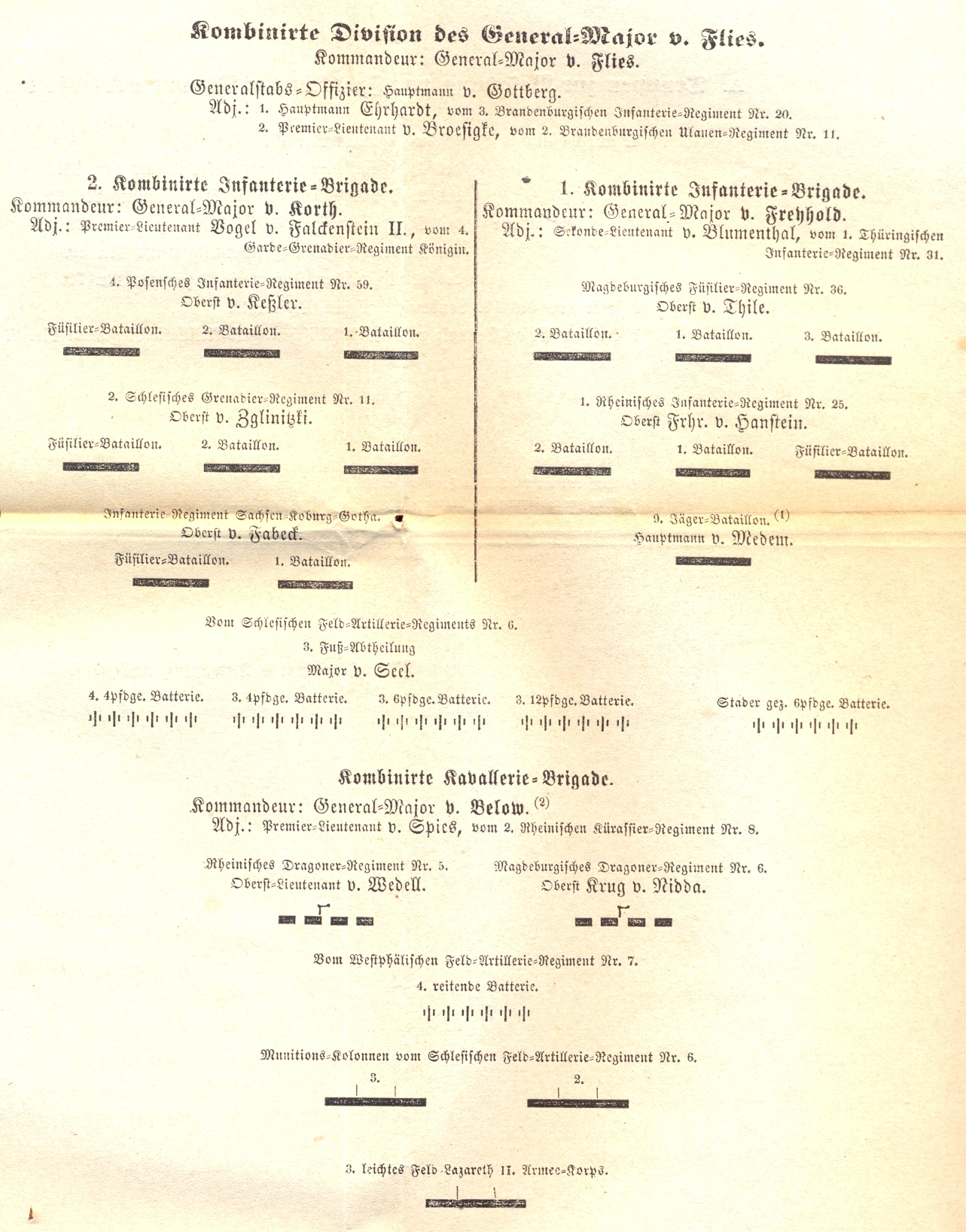
Komb.Div. Flies in der preußischen Main-Armee 1866

## Württembergisches Kriegerdenkmal
König Karl I. von Württemberg ließ über einem Massengrab württembergischer Gefallener ein Denkmal errichten, auf dem alle in diesem Gefecht gefallenen Württemberger namentlich aufgeführt werden. Am ersten Jahrestag der Schlacht, dem 24. Juli 1867, wurde es eingeweiht.
Die vollständige Inschrift des Württemberg-Denkmals (Eine Widmung und die Namen der in der Schlacht um Tauberbischofsheim gefallenen Württemberger 12 Offiziere, 125 Soldaten und weiteren 63 vermissten Soldaten).

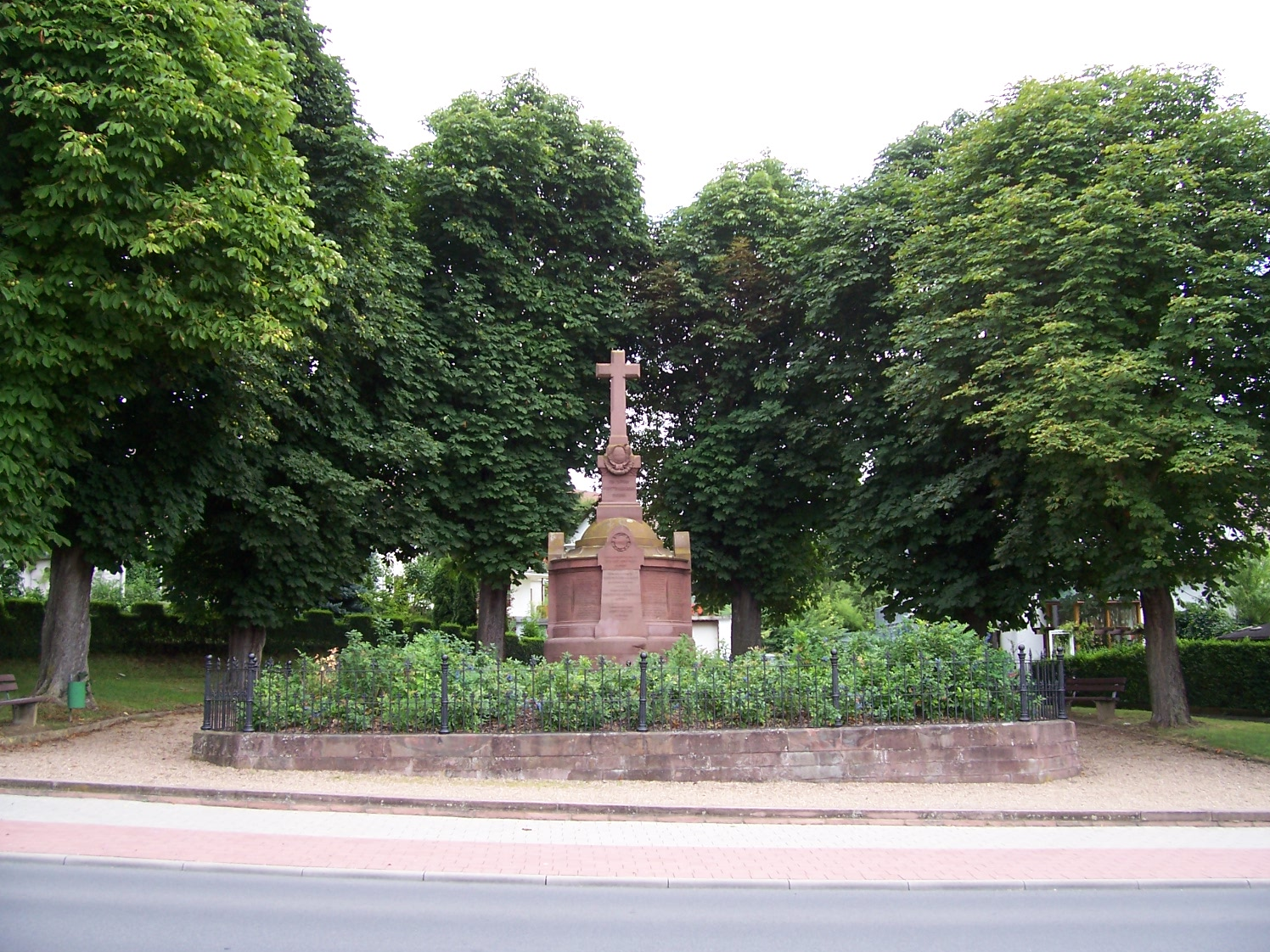
Denkmal für die württembergischen Gefallenen (Gesamtanlage)
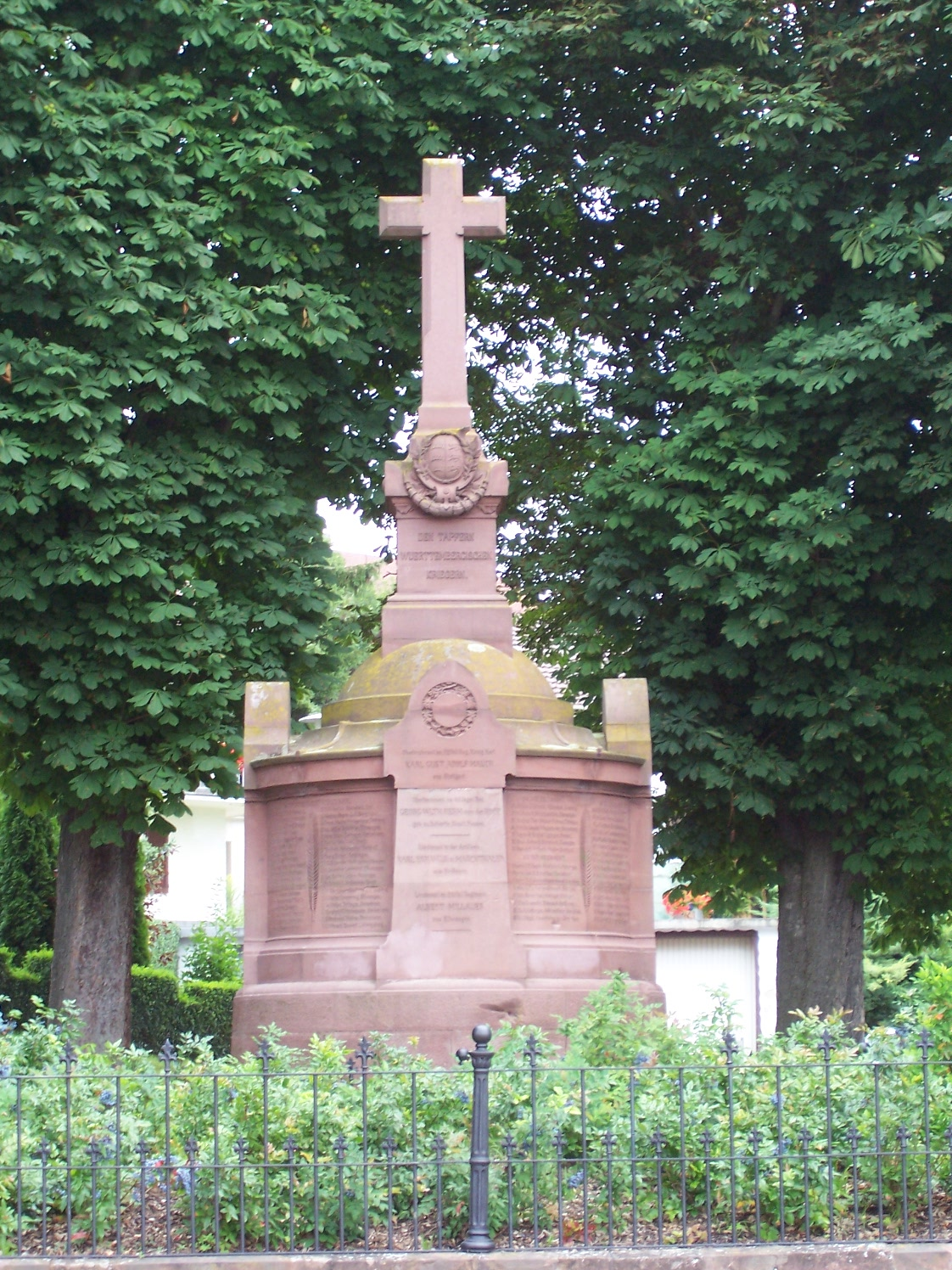
Denkmal für die württembergischen Gefallenen